# 나 혼자 산다
《나 혼자 산다》는 매주 금요일 밤 11시 10분에 방송된 MBC TV의 예능 프로그램이다.

## 방송 시간
| 방송 채널 | 방송 기간                         | 방송 시간                                | 방송 시간                                | 방송 시간          | 방송 시간 |
| --------- | --------------------------------- | ---------------------------------------- | ---------------------------------------- | ------------------ | --------- |
| MBC TV    | 2013년 3월 22일 ~ 2017년 4월 7일  | 매주 금요일 밤 11:10 ~ 12:40             | 매주 금요일 밤 11:10 ~ 12:40             | 정규 편성          |           |
| MBC TV    | 2017년 4월 14일 ~ 2021년 6월 25일 | 1부                                      | 매주 금요일 밤 11:10 ~ 토요일 새벽 12:00 | 분리 편성 (1, 2부) |           |
| MBC TV    | 2017년 4월 14일 ~ 2021년 6월 25일 | 2부                                      | 매주 토요일 새벽 12:00 ~ 1:00            | 분리 편성 (1, 2부) |           |
| MBC TV    | 2021년 7월 2일 ~ 2025년 2월 14일  | 매주 금요일 밤 11:10 ~ 토요일 새벽 12:50 | 매주 금요일 밤 11:10 ~ 토요일 새벽 12:50 | 통합 편성          |           |
| MBC TV    | 2025년 2월 21일 ~ 현재            | 매주 금요일 밤 11:10 ~ 토요일 새벽 1:00  | 매주 금요일 밤 11:10 ~ 토요일 새벽 1:00  | 통합 편성          |           |

## 출연자

### 현재
- 전현무, 기안84, 박나래, 키, 코드 쿤스트, 구성환, 임우일, 이주승, 안재현, 박지현

### 과거
- 서인국, 양요섭, 데프콘, 노홍철, 파비앙 코르비노, 이태곤, 황석정, 강민혁, 김동완, 강타, 김영철, 황치열, 이국주[1], 김반장, 장우혁, 씨잼, 윤현민, 한혜진[2], 헨리, 성훈, 화사, 김광규, 김대호, 경수진

### 결혼으로 인한 하차
- 김태원, 이성재, 김용건, 한채아, 강남, 육중완, 이시언, 허니제이, 차서원, 이장우,김준호,김종민

## 결방 및 편성 변경 안내
2013년
- 4월 19일 : 싸이 콘서트 실황 편성으로 인한 결방
- 9월 14일 : 추석 특집 프로그램 편성으로 인한 결방
- 11월 1일 : 한독수교 130주년, 근로자 파견 50주년 이미자의 구텐탁! 동백아가씨 편성으로 인한 결방
- 10월 31일 : MBC 스포츠 김연아 선수 출전 '2013 골든 스핀 오브 자그레브' 중계방송으로 인한 결방

2014년
- 1월 31일 ~ 2월 2일 : 설특집으로 특별 편성
- 2월 21일 : 2014 소치 올림픽 중계방송으로 인한 결방
- 4월 18일 : 세월호 침몰 사고의 여파로 인한 결방
- 6월 20일 : 문창극 토론회 편성으로 인한 결방

2016년
- 8월 12일 ~ 8월 19일 : 2016 리우 올림픽 중계방송으로 인한 결방
- 12월 30일 : 2016 MBC 연기대상 시상식 중계방송으로 인한 결방

2017년
- 2월 10일 : 《마이 리틀 텔레비전》 스페셜 특별 편성
- 3월 10일 : 박근혜 前 대통령 탄핵심판 속보 편성으로 인한 결방
- 9월 8일 ~ 11월 10일 : MBC 파업으로 인한 결방
- 12월 1일 : 30분 앞당긴 밤 10시 40분에 방송
- 12월 29일 : 《2017 MBC 방송연예대상》 시상식 중계방송으로 인한 결방

2018년
- 2월 23일 : 《2018 평창 동계 올림픽》 컬링 여자 준결승 중계방송으로 인한 결방
- 4월 27일 : MBC 특별생방송 〈한반도의 봄, 평화의 길〉 편성으로 인한 결방
- 7월 6일 : 2018 러시아 월드컵 8강전 《우루과이 VS 프랑스》 중계방송으로 인한 결방
- 9월 25일 : 추석 특집 특별 편성 (밤 10시 10분)
- 9월 26일 : 추석 특집 특별 편성 (저녁 8시 35분)
- 10월 19일 : MBC 스포츠 2018년 KBO 리그 준플레이오프 1차전 《넥센 히어로즈 VS 한화 이글스》 경기 중계방송, 《MBC 뉴스데스크》, 《토크노마드 아낌없이 주도록》, 《진짜 사나이 300》 등으로 결방

2019년
- 2월 4일 : 설 특집 특별 편성 (저녁 5시 50분)
- 9월 11일 : 추석 특집 특별 편성 (저녁 8시 55분)
- 9월 13일 : 추석 특집 특별 편성 (밤 10시 50분)

2020년
- 1월 24일 : 설 특집 특별 편성 (밤 11시)
- 5월 1일 : 《2020년 고성 산불》 관련 뉴스특보 편성으로 인한 결방
- 9월 30일 : 추석 특집 특별 편성 (저녁 5시 40분)
- 10월 2일 : 추석 특집 특별 편성 (밤 11시)

2021년
- 1월 1일 : 신년 특집 <스친송> 파일럿 프로그램 편성으로 인한 결방
- 2월 11일 : 설 특집 특별 편성 (저녁 5시 35분)
- 7월 23일 : 《2020 도쿄 올림픽》 개회식 중계방송으로 인한 결방
- 9월 20일 : 추석 특집 특별 편성 (저녁 5시)
- 12월 31일 : 《2021 MBC 가요대제전》 중계방송으로 인한 결방

2022년
- 2월 2일 : 설 특집 특별 편성 (오후 4시 50분)
- 3월 18일 : 코로나-19 여파로 인한 '나 혼자 산다' 스페셜 신 캐릭터 열전 편성으로 인한 결방.
- 9월 9일 : 추석 특집 편성
- 11월 4일 : 이태원 압사 참사 여파 및 MBC 금토 드라마 금수저 편성으로 인한 결방.
- 12월 2일 : 2022 카타르 월드컵 중계방송으로 인한 결방.

2023년
- 1월 24일 : 설 특집 특별 편성.
- 3월 10일 : 2023 월드 베이스볼 클래식 대한민국 VS 일본 중계방송으로 인한 결방.
- 10월 3일 : 추석 특집 특별 편성.
- 12월 29일 : 《2023 MBC 방송연예대상》 시상식 중계방송으로 인한 결방.

2024년
- 8월 2일 : 《2024년 파리 하계 올림픽》 중계방송으로 인한 결방.
- 9월 15일 : 추석 특집 특별 편성. (밤 10시 50분)
- 12월 6일 : 윤석열 대통령 비상계엄 논란 뉴스특보 편성으로 인한 결방.

2025년
- 1월 27일 : 설특집 특별 편성. (오후 5시 40분)

## 수상 경력
- 2013년 제13회 MBC 방송연예대상
  - 쇼·버라이어티 남자 우수상 - 김광규
  - 우정상 - 김용건

- 2014년 제14회 MBC 방송연예대상
  - 베스트 팀워크상
  - 남자 우수상 - 전현무
  - 버라이어티 인기상 - 김광규
  - 올해의 뉴스타상 - 파비앙, 육중완, 강남

- 2015년 제15회 MBC 방송연예대상
  - 버라이어티 남자 최우수상 - 김영철
  - 버라이어티 남자 우수상 - 김동완
  - 버라이어티 여자 우수상 - 황석정
  - 우정상 - 김용건
  - 인기상 - 전현무

- 2016년 제16회 MBC 방송연예대상
  - 버라이어티 여자 최우수상 - 이국주
  - 버라이어티 여자 우수상 - 박나래
  - 특별상 - 전현무
  - 인기상 - 한혜진

- 2017년 제17회 MBC 방송연예대상
  - 대상 - 전현무
  - 올해의 예능 프로그램상
  - 버라이어티 여자 최우수상 - 박나래
  - 버라이어티 남자 우수상 - 헨리
  - 버라이어티 여자 우수상 - 한혜진
  - 버라이어티 남자 신인상 - 이시언
  - 베스트 커플상 - 박나래, 기안84
  - 올해의 작가상 - 이경하

- 2018년 제18회 MBC 방송연예대상
  - 올해의 예능 프로그램상
  - 올해의 예능인상 - 전현무, 박나래
  - 버라이어티 남자 최우수상 - 이시언
  - 버라이어티 여자 최우수상 - 한혜진
  - 버라이어티 남자 우수상 - 기안84
  - 버라이어티 여자 신인상 - 화사
  - 베스트 엔터테이너상 - 성훈

- 2019년 제19회 MBC 방송연예대상
  - 베스트 팀워크상 - 이시언, 성훈, 기안84, 헨리
  - 멀티테이너상 - 한혜연
  - 올해의 예능인상 - 박나래
  - 베스트 커플상 - 기안84, 헨리
  - 버라이어티 여자 우수상 - 화사
  - 버라이어티 남자 우수상 - 성훈
  - 올해의 예능 프로그램상
  - 대상 - 박나래

- 2020년 제20회 MBC 방송연예대상
  - 올해의 예능인상 - 박나래
  - 디지털 콘텐츠상 - 여은파
  - 버라이어티 여자 우수상 - 손담비, 장도연
  - 버라이어티 여자 최우수상 - 화사
  - 버라이어티 남자 최우수상 - 성훈

- 2021년 제21회 MBC 방송연예대상
  - 남자 신인상 - 박재정
  - 올해의 예능인상 - 박나래, 전현무
  - 인기상 - key
  - PD상
  - 남자 최우수상 - 기안84

- 2022년 제22회 MBC 방송연예대상
  - 남자 신인상 - 코드 쿤스트
  - 버라이어티 부문 인기상 - 이장우
  - 올해의 예능인상 - 박나래, 전현무
  - 멀티플레이어상 - 기안84
  - 베스트 커플상 - 전현무, 박나래, 이장우
  - 버라이어티 남자 우수상 - key
  - 올해의 예능 프로그램상
  - 대상 - 전현무

- 2023년 제23회 MBC 방송연예대상
  - 남자 신인상 - 김대호
  - 베스트 팀워크상 - 전현무, 박나래, 이장우
  - 버라이어티 인기상 - 코드 쿤스트
  - 올해의 예능인상 - 기안84, 전현무
  - 여자 최우수상 - 박나래
  - 리얼리티 남자 최우수상 - 이장우
  - 대상 - 기안84

- 2024년 제24회 MBC 방송연예대상
  - 남자 신인상 - 구성환
  - 올해의 작가상 - 이경하
  - 올해의 예능인상 - 김대호, 기안84, 전현무
  - 프로듀서 특별상 - Key
  - 멀티플레이어상 - 이장우
  - 여자 최우수상 - 박나래
  - 남자 최우수상 - 김대호, 기안84
  - 올해의 예능 프로그램상
  - 대상 - 전현무

## 사건ㆍ사고
- 2018년 10월 19일: 사전고지 없이 결방하여 시청자들에게 많은 비난을 받았다.
- 2019년 6월 21일: 잔나비 멤버 최정훈의 구설수로 인해 그가 등장한 부분은 모두 편집이 되었다.
- 2021년: 나 혼자 산다에서 기안84의 웹툰 복학왕 완결 기념 축하 파티가 열렸는데, 코로나 때문에 대부분 회원들이 불 참석. 실망한 기안84를 달래기 위해 전현무는 몰카였다고 하지만, 기안84는 더더욱 실망하고 말았고, 이에 네티즌들은 "왕따냐", "사람 가지고 장난하냐"와 같은 실망스러운 반응을 보였다.

## 유튜브 채널
- 2020년부터 유튜브 채널이 개설되어 영상이 업로드되고 있다. TV에서는 볼 수 없는 무지개 멤버들의 모습을 볼 수 있다.[3]

## 같이 보기
- 부동산
- 하우스
- MBC
- 구해줘! 홈즈